# Valker István
Valker István (Lugos, 1903. -Budapest, 1982. október 1.)
magyar rajzfilmrendező, reklámgrafikus

## Élete
Tízgyerekes családban született. Festőművésznek készült, Münchenben akart tanulni, de édesapja halála miatt erről le kellett mondania. A család Temesvárra költözött anyai nagyszüleihez. Eleinte több cégnek, iparművészeti műhelynek rajzolt, később önálló műhelyt nyitott. Eleinte reklámgrafikákat, diareklámokat készített, közben megismerkedett az animációval. Autodidakta módon könyvből tanult meg rajzfilmet készíteni. A laboráláshoz, trükkfelvételhez szükséges eszközöket is maga készítette. Celluloidot a Temesvári moziból szerzett. 1933-ban ugyanott mutatta be az utolsó vetítés után. Véletlenül ennek tanúja volt Pollák Géza gyáros, aki felkérte, hogy gyerekszínész lánya főszereplésével készítsen élőszereplővel kombinált rajzfilmeket. Az első Polly Ági filmnek utómunkáit már Budapesten a Mafilmnél végezte el. Bár csak zárt körben mutathatták be, kritikai fogadtatása  jó volt így több Polly Ági film is elkészült. 1943-tól hivatalosan is  a Filmirodában dolgozott ekkor készítette el az első színes magyar rajzfilmet. (A Molnár, a fia meg a szamár) A Bemutatóra már Budapest ostroma alatt került sor a Royal Apolló filmszínházban. A háború után a magyar filmiroda felszámolásáig a trükkfilm és bábrészleg igazgatója volt. Ide felvett munkatársait később a Pannónia Filmstúdió vette át. Az ötvenes években a szociáldemokrata párt tagja lett, propagandafilmeket készített. Később  a Híradó és Dokumentumfilmgyárnak készített feliratokat, műszaki trükköket majd az oktatófilm elindításáért tett sokat. Nyugdíjazásáig a MAFILM munkatársa volt.

## Filmjei
- 1934 Sztepptánc (Polly Ági-film)
- 1936 Tiroli tánc (Polly Ági-film)
- 1938 Orosz álom (Polly Ági-film)
- 1943 A Csavargó szerencséje (reklámfilm)
- 1944 A Molnár, a fia meg a szamár (rajzfilm)
- 1945 Földosztás I. (propagandafilm)
- 1945 Földosztás II.  (propagandafilm)
- 1945 Május elsejei Híradó (propagandafilm)
- 1945 Partizánmozgalmak (propagandafilm)
- 1945 A Marshall-terv (propagandafilm)
- 1945 Az MKP programja (propagandafilm)
- 1945 A béke erői (propagandafilm)
- 1945 Államosítás I—II. (propagandafilm)
- 1945 Győzött a forint (propagandafilm)
- 1945 Tervkölcsön (propagandafilm)
- 1945 Tervgazdálkodás I—II. (propagandafilm)
- 1945 A Berlin-Róma-Budapest tengely (propagandafilm)
- 1949 Futóhomok - aranyhomok (dokumentumfilm)
- 1949 A természet átalakítói (dokumentumfilm)
- 1951 Öntözéses gazdálkodás (dokumentumfilm)
- 1952 Teremtő tudomány (dokumentumfilm)
- 1953 Harcban minden szem gabonáért (dokumentumfilm)
- 1953 Az 500-as mozgalom (dokumentumfilm)
- 1953 Ásványkincseink nyomában (dokumentumfilm)
- 1954 Lombok alatt (dokumentumfilm)
- 1954 Harc a brucellózis ellen (dokumentumfilm)
- 1954 Elektronok nyomában (dokumentumfilm)
- 1955 Kenyér (rövidfilm)
- 1955 A szív (dokumentumfilm)
- 1957 Szüret és szőlőfeldolgozás (dokumentumfilm)
- 1957 Földünk útitársa (dokumentumfilm)
- 1957 Hangszerek-hangszínek (dokumentumfilm)
- 1958 Kaland az Állatkertben (rövidfilm)
- 1961 Az ő érdekében... (dokumentumfilm)
- 1961 Mielőtt megszületnek (dokumentumfilm)
- 1973 Merjetek nagyok lenni (dokumentumfilm)
- 1973 Lélegző város (dokumentumfilm) [5]